# دافی (ترانه)
دافی یا دافی سورپرایز نام ترانه‌ای از تاک داون و فدی است. این ترانه در فضای مجازی ایران، خصوصاً اینستاگرام بسیار محبوب شده‌است.

## حواشی
ترانهٔ دافی در مدتی که منتشر شده، جنجال‌های زیادی به پا کرده و رسانه‌های داخل و خارج کشور به آن پرداخته‌اند. برخی از رسانه‌های نزدیک به جمهوری اسلامی ایران، محتوای این ترانه را تشویق نوجوانان و جوانان به سکس، مشروبات الکلی، مواد مخدر مانند گل دانسته‌اند.

### سفارش شرکت دافی
طبق گزارش های رسانه های جمهوری اسلامی «این ترانه به سفارش شرکتی به همین نام که در حوزهٔ لوازم آرایشی فعالیت می‌کند، تهیه شده» اما این خبر کذب است و از سوی شرکت و خوانندگان تکذیب نشده است اما در ۱۲ شهریور ۱۴۰۲ خوانندگان این ترانه بازداشت شد. سوءاستفاده تبلیغاتی و محتوای مبتذل، علت بازداشت خواننده و عوامل تهیهٔ این ترانه از سوی مقامات قضایی ایران اعلام شده‌است.

### کلیپ رقص در دبستان دخترانه
در یکی از دبستان‌های دخترانهٔ کرمان در ۴ مهر ۱۴۰۲ به مناسبت آغاز تحصیلی، با دعوت از یک دی‌جی و پخش ترانهٔ دافی، دانش آموزان و عوامل مدرسه به رقص و پایکوبی پرداختند و این ویدیو به ترند شبکه‌های اجتماعی تبدیل شد. پس از انتشار این کلیپ، مدیرکل آموزش و پرورش استان کرمان از اخراج مدیر آن دبستان خبر داد.